# Le Feu aux poudres (album)
Albums de Tagada Jones
L'envers du décor 6.6.6
Le Feu aux poudres  est un album de Tagada Jones sorti en mars 2006.
Deux des chansons ont été enregistrées en featuring avec Guizmo et la Phaze.

## Titres
1. Cargo - 3:12
2. Thérapie - 3:02
3. La relève - 3:31
4. Combien de temps encore ? - 3:06
5. Cauchemar - 3:22
6. Monsieur - 3:10
7. Pavillon noir - 3:29
8. Soleil de feu - 3:34
9. Kamikaze - 2:36
10. Le drapeau - 2:58
11. Épidémie - 3:02
12. Le feu aux poudres - 3:56
13. Ensemble (feat. la Phaze) - 3:55
14. Le drapeau (remix feat. Shane Cough) - 4:06
15. À qui la faute ? (remix) - 3:16
16. Combien de temps encore ? (acoustique) (feat. Guizmo) - 9:22